# Caraula
Caraula es una comuna ubicada en el distrito de Dolj, Rumania.

## Superficie
Posee una superficie de 35,94 kilómetros cuadrados.

## Demografía
Hasta 2021 la población era de 2276 habitantes, con una densidad de población de 63,33 habitantes por kilómetro cuadrado.